# Histone H3
L'Histone H3 est une des 5 principales protéines histones qui sont impliquées dans la structure de la chromatine chez les cellules eucaryotes,. La protéine présente un domaine principal globulaire et une longue queue N terminale et elle est un des composants du nucléosome et de la structure en « collier de perles » de la chromatine. Les protéines histones sont fortement modifiées de manière post-traductionnelle et l'histone H3 est celle qui est la plus modifiée. Le terme "Histone H3" est ambigu car il ne permet pas de discriminer les différences au niveau de la séquence ou l'état de modification de la protéine. L'Histone H3 est un acteur majeur dans le domaine de l'épigénétique car ses différents variants au niveau de la séquence et ses modifications sont impliqués dans la dynamique et la régulation de l'expression des gènes.

## Épigénétique et modifications post-traductionnelles
La queue N-terminale de l'histone H3 dépasse de la structure globulaire du nucléosome et peut subir différents types de modifications post-traductionnelles qui vont influer sur divers processus cellulaires. Les modifications les mieux caractérisées concernent l'attachement de groupes méthyle ou acétyle sur une lysine ou une arginine et la phosphorylation au niveau d'une sérine ou d'une thréonine. La bi- et tri-méthylation de la lysine 9 tout comme la tri-méthylation de la lysine 27 sont associées  avec la répression de l'expression des gènes et la formation d'hétérochromatine. À l'inverse les mono- et tri-méthylation de la lysine 4 comme l'acétylation de la lysine 27 sont associées avec des gènes actifs et un état ouvert de la chromatine (euchromatine),. Les enzymes qui réalisent ces modifications sont appelées histone méthyltransférases pour la méthylation, c'est le cas de la protéine EZH2 qui est responsable de la méthylation sur la lysine 27, l'acétylation quant à elle est réalisée par des histone acétyltransférases (HATs). À l'opposé d'autres protéines sont responsables de l'enlèvement de ces modifications comme les histone désacétylases.

## Variants dans la séquence de la protéine
Les cellules de mammifères possèdent 3 variants connus de l'histone H3. La nomenclature officielle est histone H3.1, histone H3.2 et histone H3.3. Les trois protéines ne diffèrent seulement que par quelques acides aminés,.
Il existe un autre variant de l'histone H3, le variant centromérique (CenH3, ou CENP-A chez les mammifères), qui lui a une séquence protéique peu conservée et très différente de celle de H3.

## Génétique
Les Histones canoniques H3s sont encodées par différents gènes dans le génome qui sont rassemblés en cluster :
- H3.1: HIST1H3A, HIST1H3B, HIST1H3C, HIST1H3D, HIST1H3E, HIST1H3F, HIST1H3G, HIST1H3H, HIST1H3I, HIST1H3J
- H3.2: HIST2H3A, HIST2H3C, HIST2H3D

Alors que le variant H3.3 est encodé par deux gènes distincts dans le génome :
H3.3: H3F3A, H3F3B